# Шебойган (Висконсин)
Шебойган — город в штате Висконсин, США, административный центр одноимённого округа. Население, по данным переписи 2010 года, составляет 49288 человек.

## География
Расположен на западном берегу озера Мичиган. Общая площадь составляет 40,98 км², из которых 0,49 км² — открытые водные пространства.

## История
Первые поселения европейцев возникли на территории сегодняшнего Шебойгана в 1830-е годы и были основаны эмигрантами из Великобритании, работавшими здесь на лесозаготовках. Официальной датой основания города считается 1846 год. С начала 1840-х годов в этой местности стали также массово селиться эмигранты из Нидерландов и Ирландии, а с 1849 года — из германских государств. В начале XX века в Шебойгане появились славянская и литовская диаспоры, в конце столетия — хмонгская.

## Население
Население Шебойгана, по данным переписи 2010 года, насчитывало 49288 человек, 12219 семей, плотность населения составляла 1,3622 человека на 1 км². Расовый состав населения города был следующим: белые — 82,5 %, афроамериканцы — 0,5 %, коренные американцы — 9 %, азиаты — 3,6 %, представители других рас — 3,6 %, представители двух и более рас — 2,5 %, латиноамериканцы (любой расы) — 9,9 %. Средний возраст жителя составлял 36,2 года.